# Lycosa pachana
Lycosa pachana is een spinnensoort uit de familie van de wolfspinnen (Lycosidae).
De wetenschappelijke naam van de soort werd in 1898 gepubliceerd door Reginald Innes Pocock.